# 1-溴-3,5-二甲苯
1-溴-3,5-二甲苯是一种有机化合物，化学式为C8H9Br。它可由3,5-二甲基苯胺经重氮化-溴化反应制得。它和苯硼酸在乙酸钯催化下反应，得到3,5-二甲基联苯。它和环己基胺在叔丁醇钠存在下反应，可以得到N-环己基-3,5-二甲基苯胺。